# Marcelo H. del Pilar

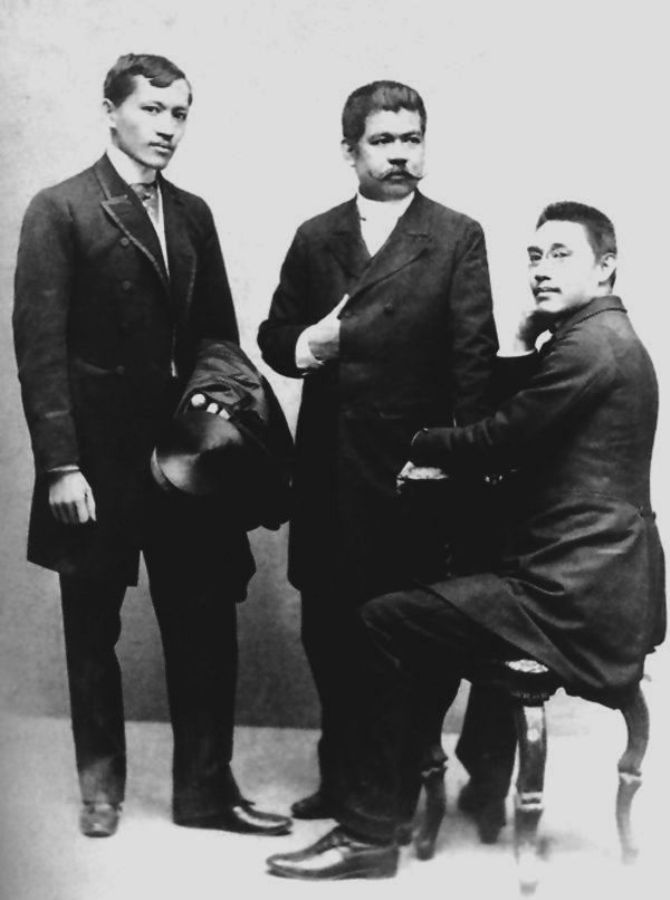
Marcelo H. del Pilar encadré de José Rizal et Mariano Ponce (assis)

Marcelo Hilario del Pilar y Gatmaitan (30 août 1850 - 4 juillet 1896), est un poète philippin plus connu sous son nom de plume Plaridel. Il joua un rôle essentiel dans l'émancipation du peuple philippin et sa libération du joug colonial espagnol.

## Biographie
Del Pilar est né le 30 août 1850 à Cupang, dans la province philippine de Bulacain.
Il est un exemple des ilustrados, des Philippins de la classe moyenne et supérieure de la fin de la colonisation espagnole, dont beaucoup ont été éduqués en Espagne et exposés aux idées du libéralisme et du nationalisme et de l'identité nationale, débattues en Espagne et en Europe. La classe ilustrado était composée d'intellectuels nés et/ou élevés aux Philippines et traversait les lignes ethnolinguistiques et raciales et désirait une réforme à travers « un arrangement plus équitable du pouvoir à la fois politique et économique » sous la tutelle espagnole.
Il édite en 1882 la section en langue vernaculaire du premier journal bilingue des Philippines, le Diariong Tagalog (Journal Tagalog).
Contraint à l'exil à Hong-Kong, puis en Espagne, où il prend la tête du Mouvement de propagande des étudiants philippins d'Espagne, signe des articles pour le journal La Solidaridad de Barcelone et propose des réformes démocratiques pour les Philippines. Il suggère notamment que celles-ci soient considérées comme une province espagnole à part entière et qu'elles soient représentées aux Cortes, le parlement espagnol.
Dans une loge maçonnique, Marcelo del Pilar a déclaré que la franc-maçonnerie philippine avait un rôle à jouer dans la lutte pour l'identité nationale et l'affranchissement de la tutelle de l'Empire espagnol ,.
Del Pilar est mort de la tuberculose le 4 juillet 1896 à Barcelone.